# Jean-Baptiste Denys
Jean-Baptiste Denys (c. 1635 – 3 de outubro de 1704) foi um médico francês notável por ter realizado a primeira transfusão de sangue humana completamente documentada, uma xenotransfusão. Estudou em Montpellier e foi médico pessoal do rei Luís XIV.

## Primeiros anos
Denys nasceu na década de 1630, embora seu nascimento não tenha sido registrado. Seu pai era artesão especializado em bombas d'água, que estavam se tornando cada vez mais populares. A paixão de Denys pela medicina também foi influenciada por seu próprio sofrimento com asma.

## Educação
Denys obteve o bacharelado em teologia no Colégio des Grassins e o diploma de medicina pela Faculdade de Medicina de Montpellier. Sua ambição o levou a tentar uma carreira em Paris, mas a má reputação da universidade o tornou um estranho para a elite científica parisiense.
Em Paris, estabeleceu-se entre os estudantes de medicina no Quartier Latin, onde ministrava aulas de anatomia e promovia uma abordagem prática, como fazia o anatomista renascentista Andreas Vesalius. Essas aulas tinham como objetivo estabelecer conexões importantes na comunidade médica de Paris, mas geravam pouca renda.

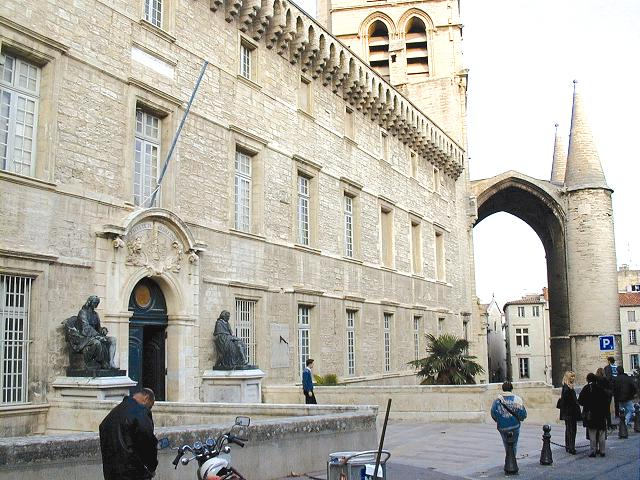
Faculdade de Medicina, Universidade de Montpellier

## Contexto geral
Os anos de 1667 e 1668 foram marcados pela crescente euforia em torno da possibilidade da transfusão de sangue.
Franceses e ingleses competiam pela primazia na realização da primeira transfusão de sangue humano bem-sucedida. Membros da Sociedade Real Britânica começaram injetando líquidos nas veias de animais, progredindo para transfusões entre cães. A Academia Francesa de Ciências também realizou experiências com cães, mas sem sucesso comparável.

## Tentativas de transfusão de sangue
Denys iniciou colaboração com o cirurgião-barbeiro Paul Emmerez (falecido em 1690), motivado pelos relatos de sucesso inglês. Durante uma dissecação, compartilhou com seus alunos a crença de que a transfusão era a "prova nova e completamente convincente" da circulação sanguínea, opinião pela qual foi criticado.
Seu primeiro caso documentado foi entre dois cães pequenos. Cerca de nove onças de sangue foram transferidas, mas um dos cães apresentou fraqueza repentina, encerrando o experimento. O outro cão permaneceu alerta, ainda que menos "alegre". Denys realizou então um experimento de controle científico com um terceiro cão, monitorando sinais como movimentos oculares, alimentação e peso.
Denys acreditava que a transfusão de sangue traria reconhecimento em toda a Europa. Em 9 de março de 1667, anunciou no Journal des sçavans suas demonstrações anatômicas e terapêuticas com transfusão, enfrentando a oposição da Academia de Ciências, da Faculdade de Medicina e de Charles Perrault.
Ele transferiu suas pesquisas para a academia privada de Henri Louis Habert de Montmor, onde, com novos recursos, realizou várias experiências com cães. Das 19 registradas, nenhuma resultou em morte. Depois, realizaram transfusões entre espécies: bezerros, cães, ovelhas, vacas, cavalos e cabras.
Denys relatou seus sucessos ao Journal des sçavans, estabelecendo contato com Henry Oldenburg e o periódico Philosophical Transactions. Ignorou, no entanto, os trabalhos ingleses, causando controvérsias. Seu próximo passo seria a xenotransfusão em humanos, usando cordeiros, símbolo do sangue de Cristo.

## Experimentos em humanos

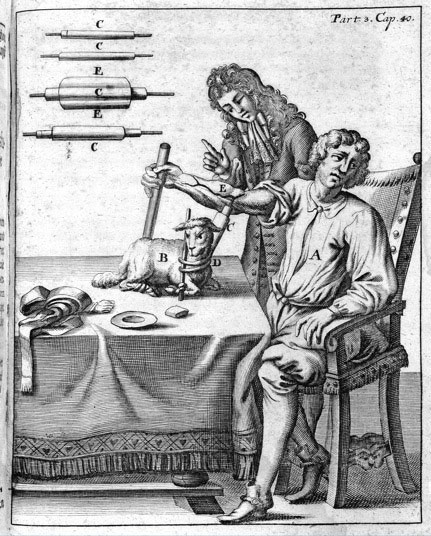
Primeira transfusão humana bem-sucedida, 15 de junho de 1667

Em 15 de junho de 1667, Denys realizou a primeira xenotransfusão humana documentada, com auxílio de Emmerez, ao transfundir cerca de doze onças de sangue de cordeiro em um menino de 15 anos com febres incontroláveis. No dia seguinte, o menino parecia curado.
Realizou outra transfusão em um açougueiro, também com bons resultados. É provável que a quantidade reduzida de sangue tenha evitado reações alérgicas graves.

### Antoine Mauroy
Em novembro de 1667, Mauroy foi levado por guardas de Montmor e transfundido diante de nobres. Após o procedimento, apresentou febre, náuseas, hemorragias e urina escura. Recuperou-se dias depois, o que Denys considerou prova de sucesso, divulgada em carta a Oldenburg, publicada em 10 de fevereiro de 1668 na Philosophical Transactions.
Após dois meses, Mauroy voltou a apresentar surtos causados por álcool e tabaco. Denys realizou nova transfusão, que reduziu o delírio mas causou efeitos colaterais. A terceira, feita por insistência da esposa, terminou em convulsões e Mauroy morreu no dia seguinte.
Relatos indicam que o bezerro nem havia sido aberto antes das convulsões. Denys e Emmerez tentaram autópsia, mas foram impedidos pela esposa.

### Julgamento
Em 17 de abril de 1668, Denys foi julgado no Grand Châtelet. Afirmava que sua perseguição era motivada por sua oposição à Academia de Ciências. O comissário Le Cerf repassou o caso ao tenente criminal Jacques Defita.
Testemunhas, incluindo Perrine Mauroy, foram supostamente subornadas por médicos rivais. Arsenito foi encontrado com Perrine, sugerindo que ela envenenava o marido. Denys foi absolvido, Perrine presa, mas seus cúmplices não foram investigados. O juiz proibiu novas transfusões sem aprovação da Faculdade de Medicina de Paris.

### Após o julgamento
Após o julgamento, Denys tentou recuperar a reputação, sem sucesso. Seu advogado, Chrétien de Lamoignin, apresentou uma defesa considerada brilhante, mas a proibição da prática foi mantida. Denys voltou às aulas no bairro do Quartier Latin e, quatro anos depois, inventou um líquido anti-hemorrágico.

## Solução hemostática de Denys
Em 1673, Denys apresentou a Henry Oldenburg sua "Essência de Denys", substância anti-hemorrágica, supostamente superior à cauterização com ferro ou agulha. A solução continha provavelmente alúmen de potássio e ácido sulfúrico. Recebeu reconhecimento do rei Carlos II de Inglaterra, que o convidou para ser seu médico pessoal em Londres, convite que recusou para voltar a Paris.
Em 30 de maio de 1673, Walter Needham e Richard Wiseman testaram a solução em um cão, estancando com sucesso o sangue da artéria jugular. A substância também funcionou em pacientes do Hospital de St. Thomas em Southwark.

## Morte
Denys morreu em 1704, aos 69 anos.